# Riemannsche Normalkoordinaten
Riemannsche Normalkoordinaten (nach Bernhard Riemann; auch Normalkoordinaten oder Exponentialkoordinaten) bilden ein besonderes Koordinatensystem, welches in der Differentialgeometrie betrachtet wird. Hier wird der Tangentialraum an {\displaystyle p} als lokale Karte der Mannigfaltigkeit in einer Umgebung von {\displaystyle p} verwendet. Solche Koordinaten sind einfach zu handhaben und finden daher auch Anwendung in der allgemeinen Relativitätstheorie.

## Definition
Sei {\displaystyle M} eine differenzierbare Mannigfaltigkeit mit einem affinen Zusammenhang {\displaystyle \nabla } und {\displaystyle \gamma } sei eine beliebige Kurve, welche die Geodätengleichung {\displaystyle \nabla _{{\dot {\gamma }}(t)}{\dot {\gamma }}(t)=0} erfüllt. Mit {\displaystyle T_{p}M} werde der Tangentialraum am Punkt {\displaystyle p\in M} bezeichnet und für {\displaystyle {\mathcal {E}}_{p}\subset T_{p}M} werde mit
{\displaystyle \exp _{p}\colon {\mathcal {E}}_{p}\to M,\quad V\mapsto \exp _{p}(V):=\gamma _{V}(1)}
die Exponentialabbildung bezeichnet. Durch eine Wahl einer Orthonormalbasis {\displaystyle (E_{i})_{i}} von {\displaystyle T_{p}M} erhält man einen Isomorphismus
{\displaystyle E\colon \mathbb {R} ^{n}\to T_{p}M,}
welcher durch {\displaystyle \textstyle E(x^{1},\ldots ,x^{n})=\sum _{i}x^{i}E_{i}} definiert ist. Sei weiter {\displaystyle U\subset M} eine offene Umgebung von {\displaystyle p}, auf welcher die Exponentialabbildung ein Diffeomorphismus ist, und für welche {\displaystyle 0\in \exp _{p}^{-1}(U)\subset T_{p}M} gilt. Dann erhält man eine Abbildung
{\displaystyle \phi \colon U\to \mathbb {R} ^{n},\quad U\ni q\mapsto E^{-1}\circ \exp _{p}^{-1}(q).}
Da {\displaystyle E} bzw. {\displaystyle \exp _{p}} auf den entsprechenden Definitionsbereichen einen Isomorphismus bzw. Diffeomorphismus definiert, ist auch {\displaystyle \phi } ebenfalls diffeomorph und kann somit als Kartenabbildung angesehen werden. Die lokalen Koordinaten, welche man durch diese Karten erhält, heißen riemannsche Normalkoordinaten.

## Eigenschaften
Sei {\displaystyle (M,g)} eine  riemannsche oder pseudo-riemannsche Mannigfaltigkeit und {\displaystyle (U,(x^{i})^{i})} lege zentrierte riemannsche Normalkoordinaten in {\displaystyle p\in M} fest. Es gilt:
- Für alle {\displaystyle \textstyle V:=\sum _{i}V^{i}\partial _{i}\in T_{p}M} hat die Geodäte {\displaystyle \gamma _{V}}, welche in {\displaystyle p} mit dem Geschwindigkeitsvektor {\displaystyle V} beginnt, in riemannschen Normalkoordinaten die Darstellung

{\displaystyle \gamma _{V}(t)=(tV^{1},\ldots ,tV^{n})}
solange {\displaystyle \gamma _{V}} in {\displaystyle U} bleibt.
- Die Koordinaten von {\displaystyle p} sind {\displaystyle (0,\ldots ,0)}.
- Die Komponenten der riemannschen Metrik in {\displaystyle p} sind {\displaystyle g_{ij}=\delta _{ij}}.
- Die Christoffelsymbole in {\displaystyle p} sind null.
- Ist {\displaystyle \nabla } der Levi-Civita-Zusammenhang (oder ein anderer metrischer Zusammenhang), dann gilt {\displaystyle \partial _{x_{k}}(g_{ij})|_{p}=0.}

## Physikalische Sicht
Physikalisch betrachtet beschreiben Normalkoordinaten im Raumzeitpunkt {\displaystyle p} das Ruhesystem eines frei fallenden Beobachters im Punkt {\displaystyle p}. Dieser Punkt wird als Ursprung des Koordinatensystems festgelegt. Normalkoordinaten eignen sich zur Beschreibung des Äquivalenzprinzips der allgemeinen Relativitätstheorie. In Normalkoordinaten sind alle Geodäten durch den Ursprung Geraden in der vierdimensionalen Raumzeit. Damit wird verständlich, was die Äquivalenz frei fallender Beobachter mit Beobachtern in Inertialsystemen bedeutet. Da nur die Geodäten durch einen einzigen Raumzeitpunkt Geraden sind, ist das Äquivalenzprinzip nur in einem einzelnen Raumzeitpunkt genau gültig. Die krummen Geodäten, die nicht durch den Ursprung laufen, werden vom Beobachter durch Gezeitenkräfte erklärt.
In Normalkoordinaten {\displaystyle x^{\alpha }} lässt sich der metrische Tensor in einem Punkt {\displaystyle P} der
pseudo-riemannschen Mannigfaltigkeit als Reihenentwicklung in {\displaystyle x^{\alpha }} angeben. Bis zur 5. Ordnung hat man somit:
{\displaystyle g_{\mu \nu }(x)=\eta _{\mu \nu }+{\tfrac {1}{3}}R_{\mu \alpha _{1}\alpha _{2}\nu }x^{\alpha _{1}}x^{\alpha _{2}}+{\tfrac {1}{6}}R_{\mu (\alpha _{1}\alpha _{2}|\nu ;|\alpha _{3})}x^{\alpha _{1}}x^{\alpha _{2}}x^{\alpha _{3}}+{\tfrac {1}{20}}{\bigl [}R_{\mu (\alpha _{1}\alpha _{2}|\nu ;|\alpha _{3}\alpha _{4})}+{\tfrac {8}{9}}R_{\mu (\alpha _{1}\alpha _{2}|\delta }R^{\delta }{}_{|\alpha _{3}\alpha _{4})\nu }{\bigr ]}x^{\alpha _{1}}x^{\alpha _{2}}x^{\alpha _{3}}x^{\alpha _{4}}+{\mathcal {O}}(x^{5}),}
dabei sind {\displaystyle \eta _{\mu \nu }} die Komponenten der Minkowski-Metrik und {\displaystyle R_{\mu \lambda \nu \rho }} die Komponenten des riemannschen Krümmungstensors, wobei die einsteinsche Summenkonvention verwendet wurde. Mit zunehmendem Abstand des Punktes {\displaystyle x} vom Koordinatenursprung bei {\displaystyle x=0} weicht der metrische Tensor immer mehr von der flachen Minkowski-Metrik ab, wobei der (durch ein Christoffel-Symbol gegebene) Koeffizient erster Ordnung in diesen Koordinaten gerade verschwindet, und die erste nichtverschwindende Korrektur zur flachen Minkowski-Metrik somit erst in quadratischer Ordnung auftritt und durch den Riemanntensor gegeben ist. Die Koeffizienten in den höheren Ordnungen sind durch nicht-kommutative Tensorpolynome im Riemanntensor und seinen kovarianten Ableitungen gegeben, die hier mithilfe der Semikolon-Schreibweise kompakt dargestellt werden, d. h. {\displaystyle R_{\mu \alpha _{1}\alpha _{2}\nu ;\alpha _{3}}:=\nabla _{\alpha _{3}}R_{\mu \alpha _{1}\alpha _{2}\nu }}. Über Indizes in runden Klammern wird symmetrisiert und in senkrechten Strichen eingeschlossenen Indizes, sind von der Symmetrisierung ausgeschlossen.